# Gabe Zichermann
Gabe Zichermann (20 de maig de 1974) és un autor, orador i “empresari en sèrie” com es descriu ell mateix. Ha treballat com a defensor de l'aprofitament de les mecàniques del joc en els negocis, l'educació i altres plataformes de no entreteniment per augmentar el compromís de l'usuari en un procés anomenat ludificació.

## Empreses de negoci
Zichermann ha ocupat diferents llocs en el sector de la tecnologia. Anteriorment va ser vicepresident d'estratègia i comunicacions a Trymedia, on va ser el primer treballador als Estats Units. Com a director de màrqueting de CMP Media, va portar la revista Gamasutra i Game Developer. El 2008 va crear la ja inexistent start-up RMBR, per introduir la mecànica del joc en la compartició de fotografies. Va ser el Director de Màrqueting / Estratègia de Boonty Inc., una companyia dedicada a la venda de jocs descarregables. Ha estat co-director de la delegació de  Nova York del Founder Institute , així com un membre del consell de StartOut.org. Arxivat 2013-03-24 a Wayback Machine. És cofundador i director general de Dopamine, Inc. empresa especialitzada en ajudar a les empreses a utilitzar la gamificació. Arxivat 2018-03-26 a Wayback Machine.
En el seu paper de CEO de Gamification.co, Zichermann presideix la Cimera anual de Gamificació que organitza l'empresa. Arxivat 2018-03-25 a Wayback Machine.

## Gamificació
Encara que el terme gamificació va ser encunyat pel fundador de Bunchball, Rajat Paharia, Gabe Zichermann és conegut com un dels més notables defensors del concepte.
Zichermann declara que es va sentir atret per l'ús de la mecànica de joc professionalment amb jocs com ara Where in the World is Carmen Sandiego? i Civilization. En seus discursos a TED sosté que la gamificació no només es pot explotar per l'empresa sinó que també es pot fer servir en l'educació com a joc seriós per ensenyar els alumnes que d'una altra manera no es comprometen amb l'aula tradicional. Assenyala el treball de la pedagoga Anant Pai amb una escola elemental a White Bear Lake, Minnesota, així com el programa Foldit de la Universitat de Washington. Contraataca l'argument que un entorn immersiu dels videojocs no ensenyen la classe d'atenció adequada assenyalant el concepte d'intel·ligència fluïda. Zichermann creu que el compromís mental intens dels videojocs té relació amb la dopamina alliberada quan els jugadors reben recompenses en un joc. També rebutja la idea que la gamificació és necessàriament perniciosa o simplement una moda assenyalant els resultats positius de la gamificació aplicada fora de la indústria de l'entreteniment, encara que ha reconegut que aquesta tecnologia té un costat fosc. També planteja que la gamificació es pot portar a la banca en línia, les organitzacions benèfiques o qualsevol altre sector. Un sistema de recompenses podria estimular els membres d'un gimnàs a assistir amb regularitat.

## Llibres
El 2010, Zichermann va co-escriure Game-Based Marketing: Inspire Customer Loyalty Through Rewards, Challenges, and Contests amb la col·laboració de Joselin Linder de NPR, que descriu la mecànica del joc que va ajudar a que FarmVille i Foursquare tinguessin èxit.  Arxivat 2012-11-19 a Wayback Machine.
El 2011, Zichermann va co-escriure Gamification by Design: Implementation Game Mechanics in Web and Mobile Apps amb Christopher Cunningham. El llibre s'ha descrit com una lectura ràpida, introduint el concepte de gamificació i discutint com les empreses podrien implementar la gamificació per mantener lligats els seus clients. Zichermann està d'acord que el concepte de compromís que descriu el llibre pot ser en un 75% psicologia dels clients. El llibre també inclou un tutorial de codificació de Ruby on Rails per implementar la gamificació en el disseny de fòrums en línia. Arxivat 2018-06-28 a Wayback Machine.
El 2013, Zichermann es va associar amb Joselin Linder de nou per a coprotagonitzar The Gamification Revolution: How Leaders Leverage Game Mechanics to Crush the Competition.  Arxivat 2017-08-01 a Wayback Machine.